# Anthophora quadricolor
Anthophora quadricolor là một loài Hymenoptera trong họ Apidae. Loài này được Erichson mô tả khoa học năm 1840.